# فرانسيس ديكنسون (طبيبة)
فرانسيس ديكنسون (19 يناير 1856- 19 مايو 1945)هي طبيبة أمريكية، وأحد أعضاء حركة النادي النسائي، وأخصائية في طب العيون. كانت ديكنسون المرأة الأولى التي تشارك في المؤتمر الطبي الدولي في عام 1887. شاركت في عضوية العديد من الجمعيات الطبية، بالإضافة إلى مشاركتها في حركة النادي النسائي، ساهمت ديكنسون أيضًا في العديد من الأعمال الخيرية، وعملت ككاتبة، وناطقة باسم العديد من المنظمات.
تخرجت ديكنسون من كلية الطب النسائية في جامعة نورث وسترن في إيفانستون، إلينوي في عام 1883. تلقت بعدها دورات تدريبية خاصة في طب العيون في مستوصف إلينوي للعين والأذن، ومستشفى العيون الملكي في مورفيلدز، ومستشفى رويال فري في لندن. أمضت خمسة أشهر في دارمشتات في ألمانيا، تحت رعاية الطبيب أدولف فيبر.  تلقت تدريبًا طبيًا في مستشفى ماري تومسون في عام 1882، وعملت كمتدربة بديلة في مستشفى مقاطعة كوك في عام 1883. شغلت ديكنسون مناصب مختلفة خلال حياتها المهنية، بما في ذلك طبيبة جراحة العيون في مستشفى ماري طومسون، ورئيس وعميد كلية هارفي الطبية لمدة عشر سنوات؛ أستاذ طب العيون والأوعية الدموية في كلية هارفي الطبية؛ وأستاذ طب العيون في كلية الطب للدراسات العليا في شيكاغو.

## نشأتها وتعليمها
ولدت فرانسيس ديكنسون في شيكاغو في 19 يناير 1856. وهي ابنة ألبرت فرانكلين وآن إليزا (أنتوني) ديكنسون. توفي والدها عام 1881. كان لديكنسون خمسة أشقاء، شقيقتان هما، هانا (السيدة تشارلز سي بويلز) وميليسا، وثلاثة أشقاء هم ألبرت، وناثان، وتشارلز. عمل أخوتها على تطوير شركة ألبرت ديكنسون في شيكاغو، والتي كانت الشركة الرائدة التي تتعامل في بذور الأعشاب حول العالم.

### التعليم
تلقت ديكنسون تعليمها المبكر في المدارس العامة في شيكاغو، وتخرجت من المدرسة الثانوية المركزية في عام 1875. وعملت كمعلمة في إحدى المدارس العامة لمدة أربع سنوات قبل أن تقرر ممارسة مهنة الطب. حضرت ديكنسون سلسة من المحاضرات التعلمية حول علم وظائف الأعضاء ألقتها الدكتورة سارة هاكيت ستيفنسون في كلية طب النساء في شيكاغو، وحاولت من خلالها تأهيل نفسها لتدريس علم وظائف الأعضاء. تغيرت أفكار ديكنسون وقررت دراسة الطب بعد تلقيها دعمًا واضحًا من عائلتها. التحقت بكلية الطب النسائية في شيكاغو في عام 1880، وتخرجت بمرتبة الشرف في عام 1883.
عملت ديكنسون كمتدربة في مستشفى النساء والأطفال تحت إشراف الدكتورة ماري هاريس تومسون. قررت التخصص في طب العيون، وأخذت برنامجًا تدريبيًا في طب العيون في مستشفى ولاية إلينوي للعيون والأذن في شيكاغو. قررت ديكنسون متابعة دراستها قبل البدء بممارسة المهنة.
سافرت ديكنسون مع شقيقها في خريف عام 1833، أمضت أربعة عشر شهرًا كطالبة وسائحة وتنقلت بين اسكتلندا، وإنجلترا، وفرنسا، والجزائر، وتونس، وصقلية، وسويسرا، وألمانيا. درست على يد الجراح الدكتور كوبر في مستشفى العيون الملكي في مورفيلدز في لندن، وزارت أيضًا العيادات العينية في المستشفى الملكي المجاني. أمضت خمسة أشهر في دارمشتات في ألمانيا تحت الرعاية الخاصة للدكتور أدولف فيبر، الذي كان لديه عيادة خاصة كبيرة ومستشفى يضم ستين سريرًا ملحقًا بمنزله.

## الحياة المهنية
بدأت ديكنسون ممارسة طب العيون فور عودتها إلى شيكاغو، وسرعان ما اكتسبت شهرة في مجالها، واعتبرت المرأة الرائدة في مجال تخصصها في العالم الغربي. كانت ديكنسون أستاذة الدراسات العليا الوحيدة في طب العيون، شغلت منصب سكرتيرة كلية هارفي الطبية، وهي مؤسسة تعليمية مختلطة، وعملت لاحقًا كرئيسة لها.
كانت ديكنسون عضوًا نشطًا في الجمعيات الطبية في المدينة والولاية، بالإضافة إلى الجمعية الطبية الأمريكية، وجمعية شيكاغو لطب العيون، والأكاديمية الأمريكية للعلوم السياسية والاجتماعية، وأكاديمية شيكاغو للعلوم. وهي المرأة الأولى التي تشارك في المؤتمر الطبي الدولي، إذ قبلت عضويتها في المؤتمر التاسع الذي عقد عام 1887 في واشنطن العاصمة.